# وكيل وزارة
وكيل الوزارة مسؤول حكومي تنفيذي يتم تعيينه في العديد من الدول، وغالبا ما يكون موظف حكومي، يتم اختيار وكلاء الوزارة من كبار المدراء. ويعد هذا المنصب من المناصب القيادية والحساسة في كل وزارة.

## المهام الرسمية لوكيل الوزارة
يتولي وكيل الوزارة في معظم الدول المهام التالية:
- الإشراف المباشر على القطاع الذي يرأسه من قطاعات الوزارة في حدود القوانين والقرارات والتوجيهات الصادرة عن الوزير.
- التنسيق بين مهام وأنشطة الإدارات العامة الواقعة تحت إشرافه.
- يضع الخطة العامة للقطاع ويدرس المقترحات بشان البرامج التفصيلية ويرفع التقرير عن مستوى التنفيذ.
- متابعةً تنفيذ مهام وأعمال وبرامج الإدارات العامة التابعة له.
- التنسيق بين الإدارات العامة الواقعة تحت إشرافه والإدارات العامة في القطاعات الأخرى.
- تنظيم الاجتماعات اللازمة بين الإدارات العامة والإدارات التابعة له.
- يصدر التعليمات التنفيذية والإدارية في نطاق أعماله وفقا للوائح.
- يقيم الأعمال والانشطة في قطاعه وتقديم المقترحات اللازمة بشانها.
- يقوم بأي مهام أخرى يكلفه بها الوزير.